# Vemasse
Vemasse – miejscowość oraz poddystrykt w Timorze Wschodnim, w dystrykcie Baucau. W 2004 roku liczył 8886 mieszkańców. Oddalony o 26 kilometrów na zachód od miasta Baucau.